# Paul Dutton
Paul Dutton (* 29. Dezember 1943 in Toronto; † 27. Mai 2025 ebendort) war ein kanadischer Dichter, Autor und Improvisationsmusiker.

## Wirken
Dutton verfasste schon früh Lautpoesie und war zwischen 1970 und 1988 Mitglied der Dichtergruppe The Four Horsemen (mit Rafael Barreto-Rivera, Steve McCaffery und bpNichol). Mit P. C. Fencott legte er 1980 das Album Blues, Roots, Legends, Shouts & Hollers vor. Dann arbeitete er mit John Oswald und Michael Snow zusammen und gehört seit 1989 dem Improvisationsensemble CCMC an. Er war auf Poesiefestivals in Deutschland, Frankreich und Venezuela ebenso zu erleben wie auf Musikfestivals in Kanada, Argentinien und den Niederlanden. 
Weiterhin trat er mit John Butcher, Bob Ostertag, Phil Durrant, John Russell, Lee Ranaldo, Christian Marclay, Günter Christmann, Thomas Charmetant, Xavier Charles und Jacques Di Donato auf. Mit Jaap Blonk, Kōichi Makigami, Phil Minton und David Moss gründete er die Gruppe Five Men Singing, die auf dem Festival in Victoriaville konzertierte.
2025 starb Dutton im Princess Margaret Hospital in Toronto an den Komplikationen einer Krebsbehandlung.

## Preise und Auszeichnungen
Dutton erhielt 1989 den bpNichol Chapbook Award. 1998 erhielt er ein Villa-Waldberta-Stipendium. 2007 wurde er mit dem Dora Mavor Moore Award der Toronto Association of Performing Arts ausgezeichnet.

## Werke

### Schriften
- The Book of Numbers (Porcupine's Quill, 1979).
- Right Hemisphere, Left Ear (Coach House Press, 1979).
- Visionary Portraits (Mercury Press, 1991) ISBN 978-0-920544-80-8
- Aurealities (Coach House Books, 1991) ISBN 0-88910-414-X
- The Plastic Typewriter (Underwhich Editions, 1993) ISBN 0-88658-087-0
- Partial Additives (Writers Forum, c/o Underwhich Editions, 1994) ISBN 0-86162-551-X
- Several Women Dancing (Mercury Press, 2002) ISBN 978-1-55128-096-7

mit The Four Horsemen
- Horse D'Oeuvres (General Publishing, 1975)
- The Prose Tattoo (Membrane Press, 1983)

mit Sandra Braman
- Spokesheards (Longspoon Press, 1983)

Anthologien
- Best Canadian Essays 1990. (Fifth House Publishers, 1990).
- Hard Times: A New Fiction Anthology. (Mercury Press, 1990).
- Carnival. (Insomniac Press, 1996).
- The Echoing Years: Contemporary Canadian & Irish Verse (School of Humanities Publications, Waterford Institute of Technology, 2007)
- In Fine Form: The Canadian Book of Form Poetry (Polestar, 2005)
- Fümms bö wö tää zää Uu: Stimmen und  Klänge der Lautpoesie, (Scholzverlag, 2002); ISBN 978-3-9521258-8-5

### Tonaufnahmen
- Blues, Roots, Legends, Shouts & Hollers (Starborne Productions LP, STB-0180, 1980)
- Mouth Pieces (OHM Éditions, 2000) AVTR 021
- Oralizations (Ambiances Magnétiques, 2005) AM 130